# Callechelys cliffi
Callechelys cliffi е вид змиорка от семейство Ophichthidae.

## Разпространение и местообитание
Видът е разпространен в Мексико и Панама.
Обитава крайбрежията на тропически води, пясъчни и скалисти дъна на океани, морета, заливи и рифове. Среща се на дълбочина около 17 m.

## Описание
На дължина достигат до 45,5 cm.